# 中和泉

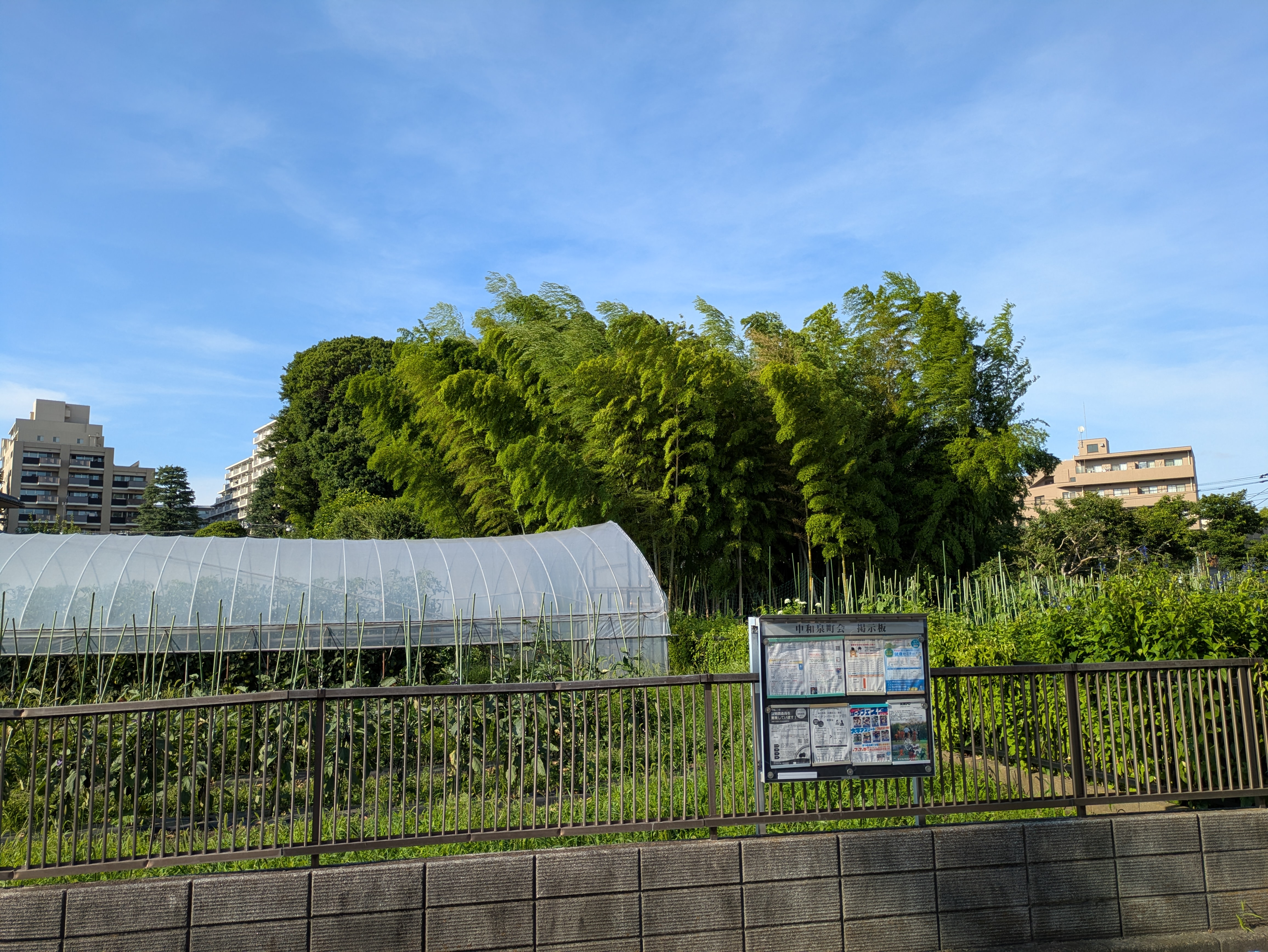
1丁目品川道周辺（2025年6月）

中和泉（なかいずみ）は、東京都狛江市の地名。現行行政地名は中和泉一丁目から中和泉五丁目。郵便番号は201-0012。

## 地理
狛江市の西側に位置する。地域内ではないものの、狛江市役所や狛江駅が東側に近接しており利便性が良い。市役所のある和泉本町、駅のある元和泉のほか、西和泉、調布市の国領町と隣接する。

### 河川

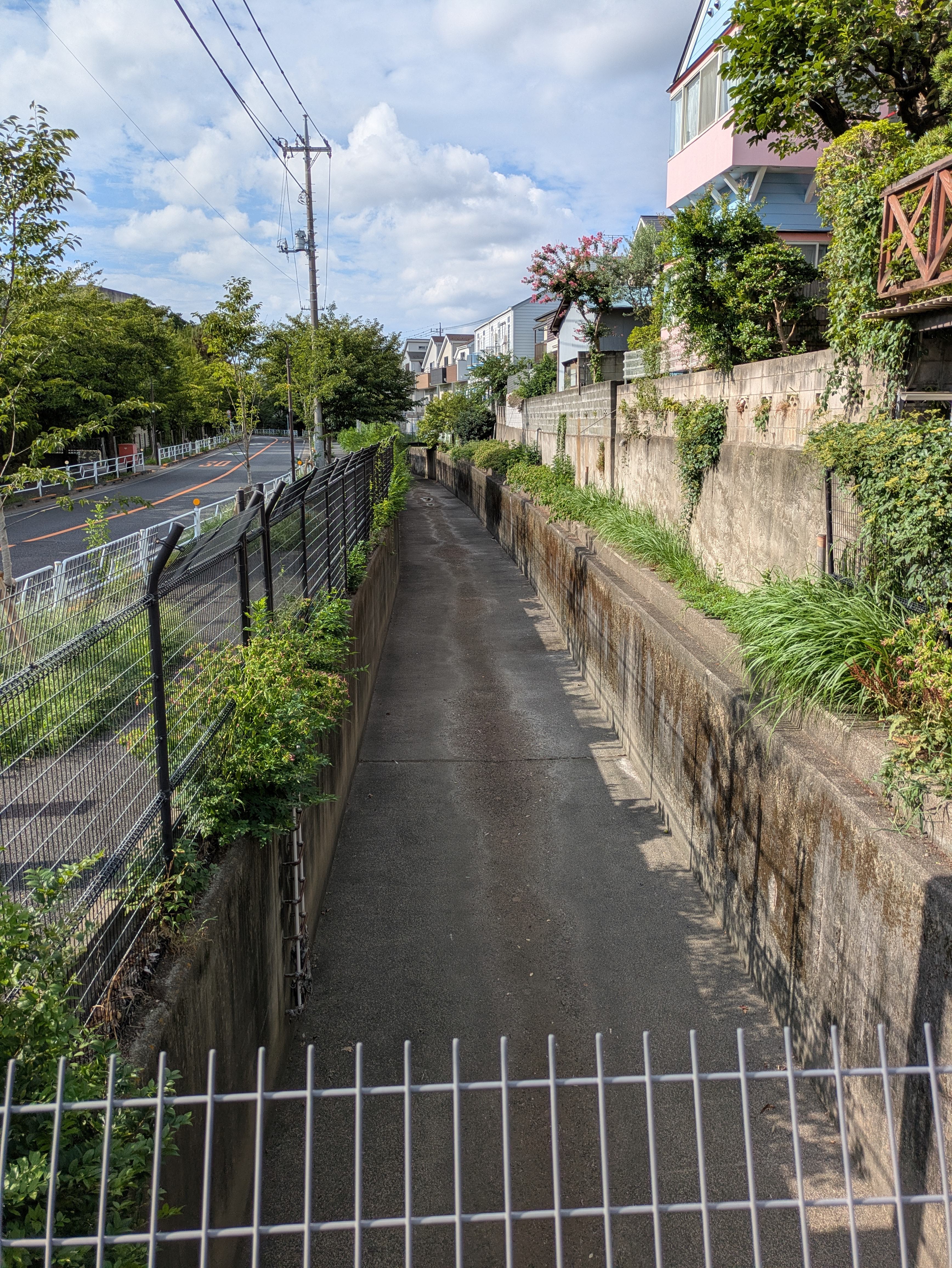
西和泉との境界に流路を形成する根川（2025年8月）

- 多摩川
- 根川

## 小中学校の学区
地域内の公立小中学校の学区は以下のとおりである。
|              | 小学校         | 中学校         |
| ------------ | -------------- | -------------- |
| 中和泉一丁目 | 狛江第一小学校 | 狛江第三中学校 |
| 中和泉二丁目 | 和泉小学校     | 狛江第三中学校 |
| 中和泉三丁目 | 和泉小学校     | 狛江第三中学校 |
| 中和泉四丁目 | 和泉小学校     | 狛江第三中学校 |
| 中和泉五丁目 | 和泉小学校     | 狛江第三中学校 |

## 交通

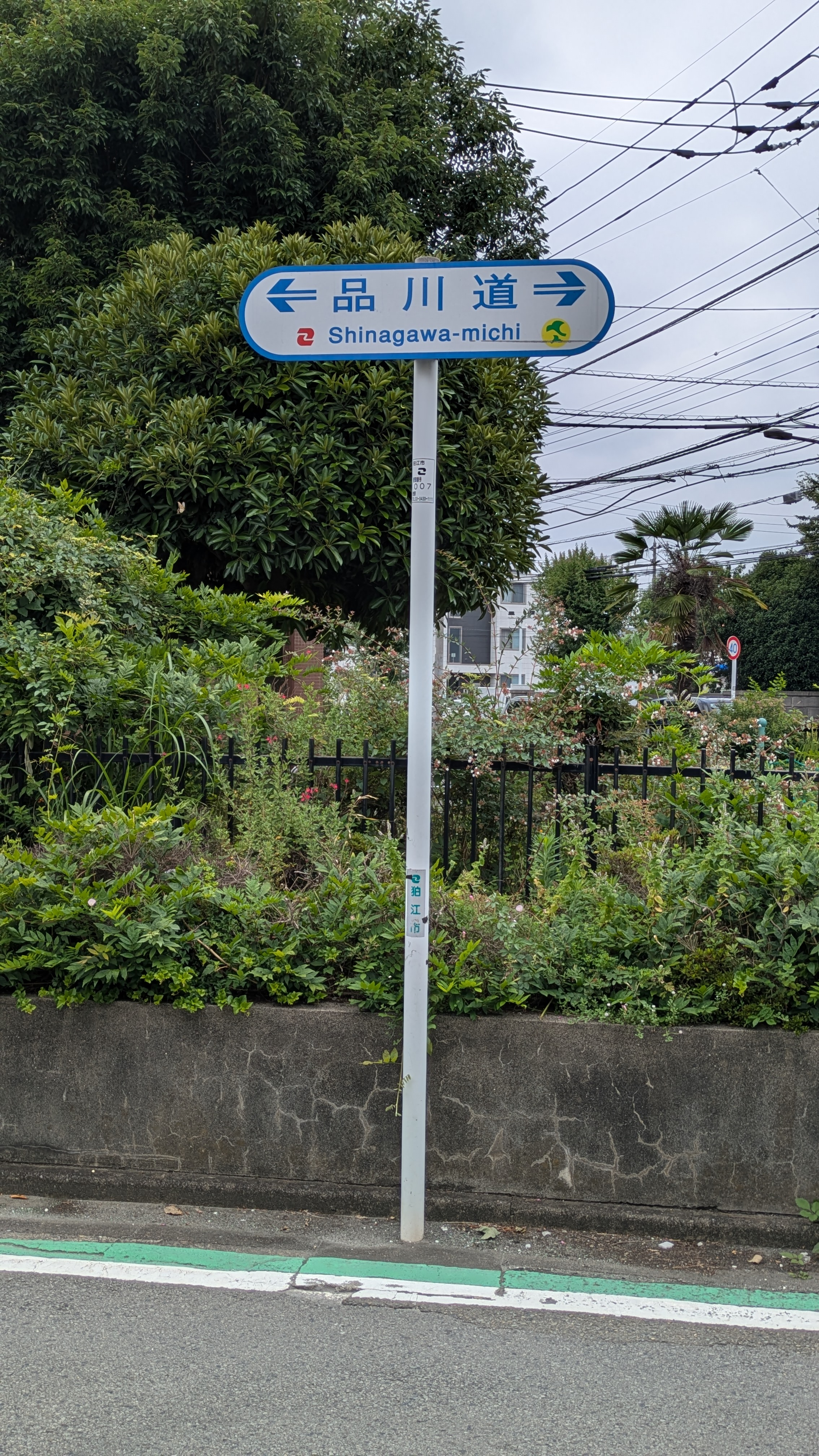
品川道（2025年7月）

### 鉄道
前述のとおり一丁目に小田急線狛江駅が近接しており、利用することができる。
| 隣接する街区の駅             | バス移動により利用可能な主な駅                                                                          |
| ---------------------------- | --- |
| 小田急小田原線 狛江駅(OH 16) | 小田急小田原線 成城学園前駅(OH 14) 京王線 仙川駅(KO 13) つつじヶ丘駅(KO 14) 国領駅(KO 16) 調布駅(KO 18) |

### バス
狛江駅#バス路線も参照
狛江駅を経由しない路線で利用できる路線は以下のとおりである。
- 成04　成城学園前駅西口～仙川駅入口～調布駅南口（狛江営業所止の便あり）
- （出入庫）成城学園前駅西口～NTT中央研修センター～狛江営業所

### 道路
- 狛江通り
- 品川道

## 施設

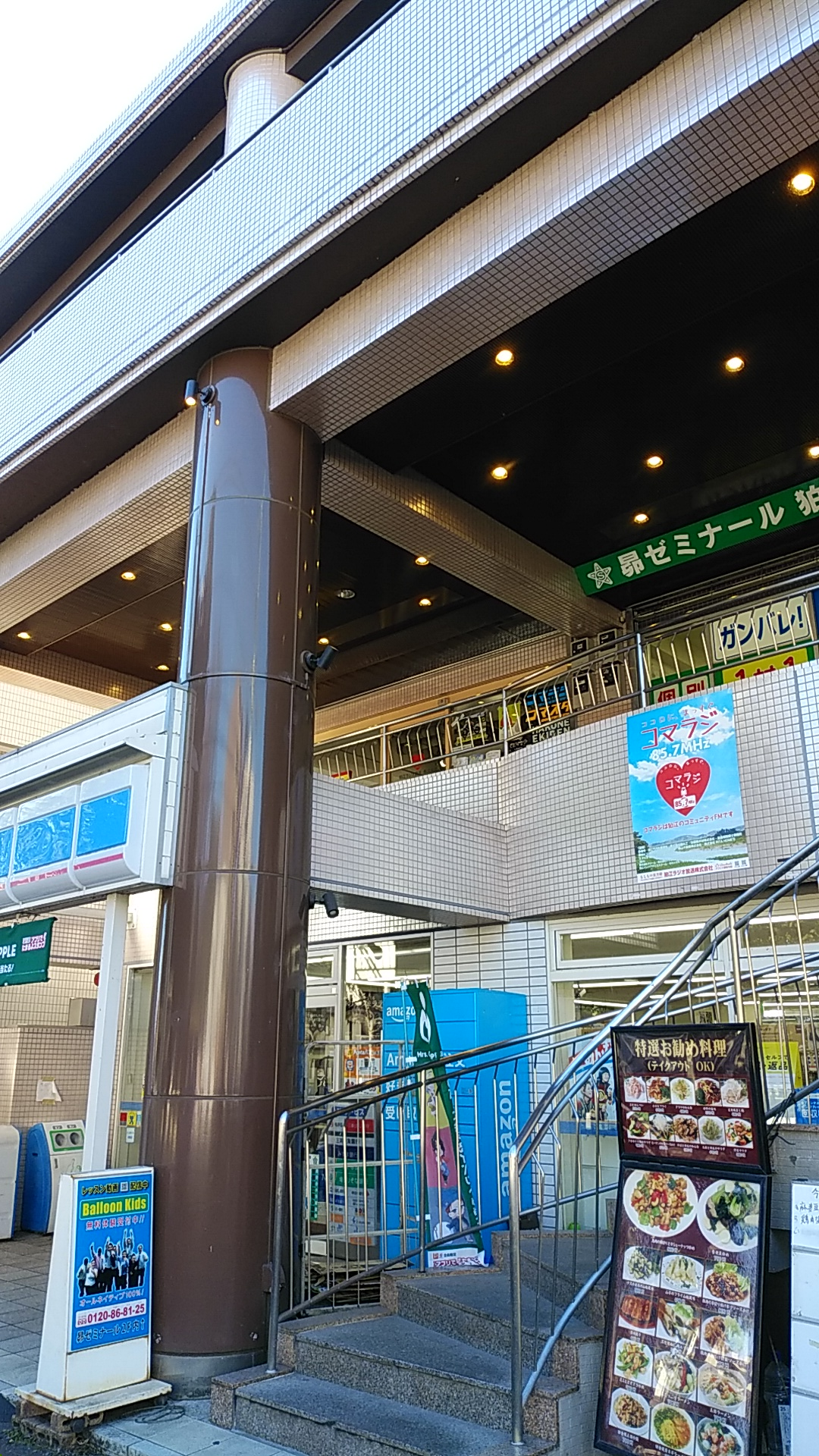
狛江ラジオ放送が入居するビル(１丁目)（2025年1月）

- 狛江市立和泉小学校
- 根川地区センター
- 伊豆美神社
- 穴守稲荷分神社
- 小田急バス狛江営業所
- 狛江ラジオ放送